# Drużynowe Mistrzostwa Polski na Żużlu 1953
Drużynowe Mistrzostwa Polski na Żużlu 1953 – 6. edycja drużynowych mistrzostw Polski, organizowanych przez Polski Związek Motorowy (PZMot).
Zwycięzca Ligi Centralnych Sekcji Żużlowych zostaje mistrzem Polski w sezonie 1953. Obrońcą tytułu z poprzedniego sezonu jest Unia Leszno. W tym roku triumfowała Unia Leszno.

## Liga Centralnych Sekcji Żużlowych
Mecze rozgrywano na takich samych zasadach jak w sezonie 1952 z tą różnicą, że dopuszczono możliwość zakończenia meczu wynikiem remisowym. Runda finałowa rozgrywana była na zasadach "każdy z każdym" z udziałem pierwszych czterech zespołów po rundzie zasadniczej, bez meczów rewanżowych i bez uwzględnienia punktów zdobytych w rundzie zasadniczej. Swoją siedzibę zmieniła Centralna Sekcja Żużlowa - Stal - z Ostrowa Wlkp do Świętochłowic. Od 5 rundy udział w rozgrywkach brało tylko osiem najlepszych zespołów bez dwóch najsłabszych po rozegraniu 4 rundy. W rundzie finałowej udział brały cztery najlepsze zespoły po rundzie zasadniczej.

### Kolejność po rundzie zasadniczej DMP 1953
| Poz. | Klub                  | Pkt. | Z | R | P | +/− |
| ---- | --------------------- | ---- | - | - | - | --- |
| 1    | Gwardia Bydgoszcz     | 10   | 5 | 0 | 0 | +71 |
| 2    | Spójnia Wrocław       | 8    | 4 | 0 | 1 | +50 |
| 3    | Unia Leszno           | 7    | 3 | 1 | 1 | +40 |
| 4    | CWKS Wrocław          | 7    | 3 | 1 | 1 | +31 |
| 5    | Górnik Rybnik         | 6    | 3 | 0 | 2 | –6  |
| 6    | Włókniarz Częstochowa | 4    | 2 | 0 | 3 | –36 |
| 7    | Budowlani Warszawa    | 3    | 1 | 1 | 3 | –22 |
| 8    | Ogniwo Łódź           | 3    | 1 | 1 | 3 | –38 |
| 9    | Kolejarz Rawicz       | 0    | 0 | 0 | 4 | –18 |
| 10   | Stal Świętochłowice   | 0    | 0 | 0 | 4 | –72 |

### Tabela rundy finałowej DMP 1953
| Poz. | Klub              | Pkt. | Z | R | P | +/− |
| ---- | ----------------- | ---- | - | - | - | --- |
| 1    | Unia Leszno       | 4    | 2 | 0 | 1 | +16 |
| 2    | Gwardia Bydgoszcz | 4    | 2 | 0 | 1 | +5  |
| 3    | Spójnia Wrocław   | 2    | 1 | 0 | 2 | +4  |
| 4    | CWKS Wrocław      | 2    | 1 | 0 | 2 | –25 |

### Ostateczna kolejność DMP 1953
| Poz. | Klub                  |
| ---- | --------------------- |
| 1    | Unia Leszno           |
| 2    | Gwardia Bydgoszcz     |
| 3    | Spójnia Wrocław       |
| 4    | CWKS Wrocław          |
| 5    | Górnik Rybnik         |
| 6    | Włókniarz Częstochowa |
| 7    | Budowlani Warszawa    |
| 8    | Ogniwo Łódź           |
| 9    | Kolejarz Rawicz       |
| 10   | Stal Świętochłowice   |

## DMP maszyn przystosowanych

### Trójmecz
- Skalmierzyce

| Poz. | Klub                        |
| ---- | --------------------------- |
| 1    | Gwardia Krotoszyn           |
| 2    | Stal II Ostrów Wielkopolski |
| 3    | Kolejarz Skalmierzyce       |

### Finał eliminacji okręgowych
- Leszno, 19 lipca 1953

| Poz. | Klub              | Pkt.      |
| ---- | ----------------- | --------- |
| 1    | Unia II Leszno    | 25        |
| 2    | Gwardia Krotoszyn | 13        |
| 3    | Włókniarz Piła    | 12 lub 10 |
| 4    | Gwardia Śrem      | 4 lub 2   |

### Finał Krajowy
- Leszno, 15 listopada 1953

| Poz. | Klub           | Pkt. |
| ---- | -------------- | ---- |
| 1    | Unia II Leszno | 34   |
| 2    | Gwardia Toruń  | 14   |
| 3    | Górnik Czeladź | NS   |